# Хорошая (Ярославская область)
Хорошая — упразднённая в 1995 году  деревня в Гаврилов-Ямском районе Ярославской области России.
На год упразднения входила в Великосельский сельсовет. После территория урочища стала относится в рамках административно-территориального устройства  к Великосельскому сельскому поселению Гаврилов-Ямском районе.

## География
Деревня находится в юго-восточной части области, в зоне хвойно-широколиственных лесов, к северо-востоку от города Гаврилов-Ям, административного центра района. 

### Климат
Климат характеризуется как умеренно континентальный, с умеренно холодной зимой и относительно тёплым летом. Среднегодовая температура воздуха — 3 — 3,5 °C. Средняя температура воздуха самого холодного месяца (января) — −13,3 °C; самого тёплого месяца (июля) — 18 °C. Вегетационный период длится около 165—170 дней. Годовое количество атмосферных осадков составляет 500—600 мм, из которых большая часть выпадает в тёплый период.

## История
Официально упразднена Постановление Государственной Думы ЯО от 21.03.1995 № 35 «Об исключении из учётных данных населенных пунктов Гаврилов-Ямского района

## Инфраструктура
Было развито личное подсобное хозяйство.